# Béatrice de Nuremberg
Béatrice de Nuremberg, née vers 1362 et morte en 1414, est une duchesse d'Autriche.
Elle est une fille de Frédéric V, burgrave de Nuremberg et de son épouse Élisabeth de Misnie.
En 1375, elle épouse Albert III de Habsbourg, duc d'Autriche (1348-1395), dont elle a : 
- Albert IV (1377-1404), successeur de son père en 1395, marié en 1390 à Jeanne-Sophie de Bavière[2]